# Rozalén
María de los Ángeles del Carmelo Rozalén Ortuño (Albacete, 12 de junio de 1986), conocida artísticamente como Rozalén, es una cantante, compositora y música española. En 2021 fue reconocida con el Premio Nacional de las Músicas Actuales.

## Biografía
Nació en Albacete el 12 de junio de 1986. Se crio en Letur, un pueblo enclavado en la sierra del Segura, el pueblo de su madre, aunque por parte de su padre, que fue sacerdote de Letur, proceden del pueblo de Balazote. Desde niña, María Rozalén cantaba las canciones que le enseñaban su madre y su abuela, recitaba poesía y recibía sus primeras clases de baile. Desde los 7 años formó parte de la rondalla del barrio de Fátima de Albacete, a la que perteneció durante 9 años como instrumentista de guitarra y bandurria, dando así sus tempranos pasos dentro de la música. Su primera toma de contacto delante de los micrófonos fue dentro de los grupos coristas del Colegio Santo Ángel de la Guarda y la parroquia de Fátima de Albacete. De hecho, la cantante empezó a cantar en público tras animarle a ello el sacerdote de su barrio.
Empezó a componer canciones a sus 14 años y dio su primer concierto como cantautora recién cumplidos los 16 en el festival “Operación Bocata” de Albacete. Desde ese momento no ha dejado de componer y actuar. Acompañada normalmente por el percusionista y amigo Tete Moragón, y por el guitarrista Samuel Vidal, el bajista Jorge Rodríguez y "El Cometilla" al cajón, actúa en numerosas localidades de toda España. Estudió Psicología en la Universidad de Murcia y tiene un máster en Musicoterapia. Además tiene experiencia en musicoterapia con párkinson y grupos de colectivos en riesgo de exclusión social. En todos sus conciertos está acompañada por Beatriz Romero (técnica especialista en interpretación de la lengua de signos y guía interpretación de personas sordociegas), creando un espectáculo que está teniendo gran éxito en todos los lugares en los que se representa, con una mezcla de personas oyentes y sordas en un concierto preparado para ser entendido en otros países con connotaciones específicas de la lengua de signos de cada país. De esta manera, su música se dirige a todo el mundo sin exclusiones. Un ejemplo de este gran trabajo se puede ver reflejado en el videoclip de su tema 80 veces.
Algunas de las ONG y asociaciones con las que ha colaborado son Plan Internacional, Asociación Española Contra el Cáncer o Fundación Vicente Ferrer y la ILP para salvar el Mar Menor.

## Trayectoria

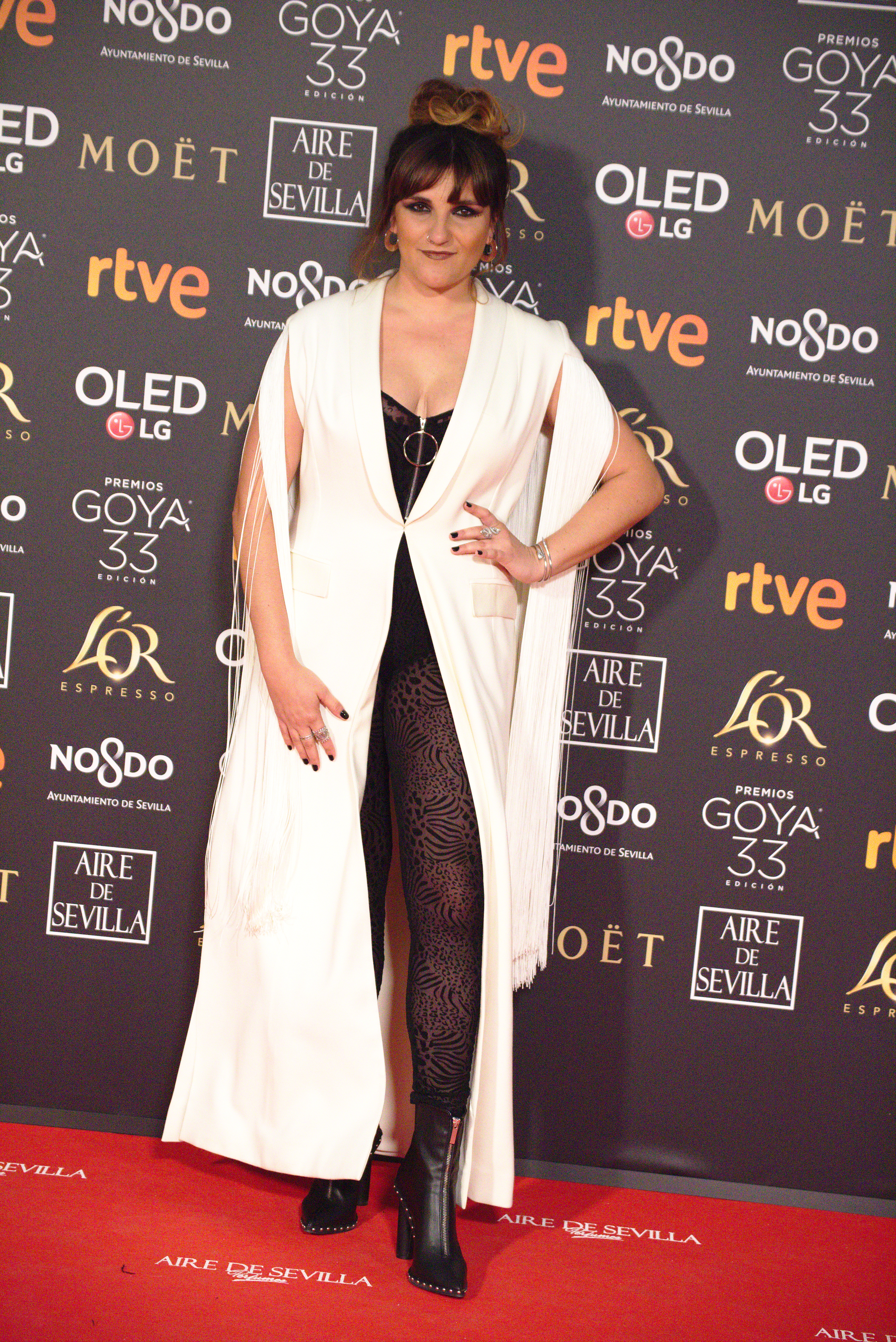
Rozalén en los Premios Goya 2019

### 2013: Primer disco y comienzo del éxito
En 2012, Rozalén se establece en el barrio madrileño de Lavapiés. Una vez allí se apuntó a un máster de Musicoterapia y conoció al productor Ismael Guijarro. Rozalén le presentó 30 de sus composiciones a Ismael y este le propuso grabar un disco. Gracias a la ayuda del productor y a un préstamo bancario, Rozalén fichó por la multinacional discográfica Sony Music y entró a formar parte de la principal agencia de representación española RLM (de la que forman parte artistas como Malú, Alejandro Sanz, Miguel Bosé o Raphael) y en 2013 publicaría Con derecho a... su primer álbum de estudio.
El tema 80 veces se convierte en el primer sencillo del álbum. Para este tema graba un original videoclip junto a Beatriz Romero que arrasará en YouTube al superar el millón de visitas días después de su publicación. El segundo sencillo del álbum fue Comiéndote a besos, un tema dedicado a las personas seropositivas que logró superar el arrollador éxito de 80 veces.
En septiembre de 2013 da comienzo la gira que promociona su primer álbum. Rozalén cosecha un gran éxito agotando las entradas en casi todos sus conciertos por los principales teatros y salas de España. Este éxito lleva a la compositora a cruzar el charco y llevar su música a países como Argentina o Uruguay. A finales de año fue galardonada en los Premios Dial como una de las artistas españolas del año.
En diciembre de 2014 Rozalén obtiene su primer disco de oro tras superar las 20.000 copias vendidas con su álbum debut Con derecho a.... Además, ese mismo mes obtuvo el premio Los Números 1 de Cadena 100, galardón que otorga esta cadena de radio a los artistas españoles con las mejores canciones del año.

### 2015: Primera BSO y segundo disco
A principios de 2015 Rozalén fue elegida para dar voz a la banda sonora de Perdiendo el Norte, una película de Nacho G. Velilla. Para ello, la cantautora compuso el tema Berlín, el cual está incluido en su segundo disco.
El 29 de junio de 2015 se publica Vuelves, el primer sencillo de Quién me ha visto..., segundo álbum de estudio de Rozalén. El segundo sencillo, titulado Ahora, se publicó el 4 de septiembre. Una semana después salió a la venta el álbum, que rápidamente alcanzó el número 1 en las listas de ventas. Será mejor, el tercer sencillo del álbum se publicó el 26 de febrero de 2016.

### 2017:Cuando el río suena
En 2017 lanza su tercer álbum de estudio Cuando el río suena... del que se desprenden varios éxitos, entre los que destaca el icónico tema La puerta violeta que se convirtió en un himno de la lucha contra la violencia de género en España y varios países latinoamericanos.
Su lanzamiento se llevó a cabo el 15 de septiembre de 2017, consiguiendo en la primera semana en el puesto número 1 de todas las plataformas digitales y consiguiendo también el primer puesto en ventas en España. Este es un álbum muy personal, como comenta la propia artista, ya que cuenta historias de su propia vida y la de su familia.
El álbum se compone de 11 canciones que son el resultado de su viaje interior realizado en los dos años transcurridos desde la publicación de su disco anterior “Quién me ha visto…”. La Gira "Cuando el río suena" llevó a la albaceteña a presentar su disco por todo el mundo desde finales de 2017 hasta finales de 2019.

### 2020:El árbol y el bosque
El 30 de octubre de 2020, la artista lanza su cuarto trabajo de larga duración, titulado El árbol y el bosque. Este álbum contiene 11 canciones, la mayoría de ellas cantadas en solitario, aunque en una de ellas colabora con los mexicanos La sonora Santanera y en otra con la chilenomexicana Mon Laferte. En esta ocasión la artista nos muestra una visión mucho más introspectiva del mundo.

### 2022:Matriz
El 11 de noviembre de 2022, en el 10º aniversario del lanzamiento del primer disco, publica Matriz. Se trata de su quinto álbum de estudio, esta vez utilizando el folclore de diferentes regiones españolas, pero con influencia musical moderna. La intención es dar visibilidad a la riqueza musical de toda la geografía española, y cuenta con canciones cantadas en euskera, gallego, asturiano, catalán y, por supuesto, castellano.
El álbum incluye 21 pistas, entre ellas varios interludios. La mayoría de las pistas son colaborativas con otros artistas. Algunas de las más destacadas son Mar en el trigal con Fetén Fetén, Te quiero porque te quiero con Rodrigo Cuevas, y la habanera Amor del bo con Sílvia Pérez Cruz. Como single utiliza A virxe do Portobello con Tanxugueiras. También están involucrados en el proyecto La Ronda de Boltaña, La Ronda de Motilleja, Benjamín Prado y Eliseo Parra.
El 16 de noviembre del año de lanzamiento, Rozalén acude a La Resistencia para presentar el álbum. En la entrevista cuenta que su nuevo disco representa su propio homenaje a España. La cantante le explicó a David Broncano que se había atrevido a cantar en lenguas como el euskera: "Es (una lengua) preciosa y milenaria". También afirmó que "seas de Sevilla o de Albacete, hay que valorar la riqueza y los colores que tenemos en este país".

### 2024:El abrazo
En abril de 2024 lanza El abrazo.
Abrazo es de las palabras que más se repite en todas las canciones del nuevo disco de Rozalén. Es la muestra de afecto y cariño por excelencia. A la vez es sencillo y universal, sin fuegos artificiales… Idóneo para el disco más emotivo que ha hecho la artista hasta el momento. Donde ha sentido la necesidad de aferrarse a lo simple, que es al final lo más importante. El que más habla de emociones tan vitales como los diferentes amores y duelos. Alegría y nostalgia. Abrazos y duelos.

## Discografía

### Álbumes de estudio
| Álbum                  | Detalles                                                                                                  | Certificación       | Ventas |
| ---------------------- | --- | ------------------- | ------ |
| Con derecho a...       | - Lanzamiento: 12 de marzo de 2013 - Discográfica: Ariola Records - Formato: CD, descarga digital         | 1x Disco de Platino | 40 000 |
| Quién me ha visto...   | - Lanzamiento: 11 de septiembre de 2015 - Discográfica: Ariola Records - Formato: CD, descarga digital    | 1x Disco de Oro     | 20 000 |
| Cuando el río suena... | - Lanzamiento: 15 de septiembre de 2017 - Discográfica: Ariola Records - Formato: CD, descarga digital    | 1x Disco de Platino | 40 000 |
| El árbol y el bosque   | - Lanzamiento: 30 de octubre de 2020 - Discográfica: Sony Music - Formato: CD, descarga digital, vinilo   | 1x Disco de Platino | 40 000 |
| Matriz                 | - Lanzamiento: 11 de noviembre de 2022 - Discográfica: Sony Music - Formato: CD, descarga digital, vinilo |                     |        |
| El abrazo              | - Lanzamiento: 26 de abril de 2024 - Discográfica: Sony Music - Formato: CD, descarga digital, vinilo     |                     |        |

### Álbumes recopilatorios
- Cerrando puntos suspensivos (2018)

### Sencillos
- 80 veces (2013)
- Comiéndote a besos (2013)
- Saltan chispas (2014)
- Berlín (2015)
- Vuelves (2015)
- Ahora (2015)
- Será mejor (2016)
- Girasoles (2017)
- La puerta violeta (2017)
- Antes de verte (2018)
- Aves enjauladas (2020)
- Este tren (2020)
- Que no, que no (2020)
- Y busqué (2020)
- El paso del tiempo (2021)
- Agarrarte a la vida (2022)
- Te quiero porque te quiero (2022)
- Amor del Bo (2022)
- A Virxe do Portovello (2022)
- Lo tengo claro (2023)
- Todo lo que amaste (2024)
- Tres días en Cartagena (2024)
- Paloma Negra (2025)

### Bandas sonoras y otros sencillos en colaboración
- "Mi querida España" (con Kiko Veneno) (2015) (BSO Perdiendo el norte)
- "Asuntos pendientes" (con Abel Pintos) (2016)
- "Vivir" (con Estopa) (2017)
- "Y, ¿si fuera ella?" (con Alejandro Sanz) (2017)
- "Estoy contigo" (con La Oreja de Van Gogh) (2017)
- "Sinmigo" (con Mr. Kilombo) (2017)
- "Mirando al Cielo" (con Huecco) (2018)
- "¿A quién le importa?" (2018)
- "Mi Caballito de Mar" (con Fran Perea) (2018)
- "Danza de Gardenias" (con Natalia Lafourcade) (2018)
- "Baile" (con David Otero) (2018)
- "Antes de Verte" (con Kevin Johansen) (2018)
- "La Salida" (con Marcela Morelo) (2019)
- "A la Orilla de la Chimenea" en Tributo a Sabina (con Joan Manuel Serrat) (2019)
- "Que no, Que no" (con La Sonora Santanera) (2020)
- "No es tarde" (con Paco Álvarez) (2020)
- "Horizontes de Niebla" (con Omara Portuondo) (2021)
- "Honrar la vida" (con Sole Gimenez) (2021)
- "La Distancia" (con Macaco) (2021)
- "Yo No Renuncio" (DKV) (2022)
- "Al olvido" (con Mikel Izal, Coque Malla, Noni Meyers, Ara Malikian, Elefantes) (2022)
- "En los Márgenes" (2022) * “La Hipoteca” (con Paula Mattheus)
- "Te quiero porque te quiero" (con Rodrigo Cuevas) (2022)
- "Las cosas que no pude responder" (con Marwán) (2023)
- "El Amor de Andrea" (con Vetusta Morla) (2023)
- "Tres Días en Cartagena) (con Carlos Vives) (2024)
- "Mis Infiernos" (con Kase.O, R de Rumba) (2024)
- "Todo lo que amaste" (con Fernando Velázquez) (2024)

## Premios y reconocimientos
Rozalén ha ganado una gran cantidad de premios y ha obtenido varias nominaciones durante su trayectoria musical. En su haber acumula distinciones tan importantes como dos Discos de Oro, el reconocimiento a Álbum del año 2015 por Apple Music o la Placa al Mérito Regional de la Comunidad de Castilla-La Mancha.
- 2005: Semifinalista del CreaJoven (Murcia).
- 2007: Ganadora del primer certamen de música joven de La Gineta (Albacete).
- 2007: Segundo premio del CreaJoven (Murcia).
- 2008 Ganadora del CreaJoven (Murcia).
- 2009: Escogida para formar parte de la Bienal Europea y de países del Mediterráneo con cientos de creadores jóvenes en Skopje (Macedonia).
- 2009 Segundo premio del concurso BudTropic contra la discriminación del VIH (Murcia).
- 2010 Ganadora del certamen de Jóvenes Artistas de Castilla-La Mancha en "otros estilos musicales".
- 2011-2012: Seleccionada para participar en el Encuentro Internacional de Cantautores This Is Me en Lituania.
- 2014: Ganadora del Premio Los Números 1 de Cadena 100.[13]
- 2014: Ganadora del Premio Dial de Cadena Dial.[11]
- 2018: Nominación al Grammy Latino en las categorías de Mejor Álbum del Año y Canción del Año por "La puerta violeta".
- 2019: Premio Serondaya de las Artes 2019 a la Innovación Cultural 2019, en la categoría de Artes, junto a Beatriz Romero.[26]
- 2020: Premio ¡Bravo! de Música 2020.[27]
- 2021: Goya a la mejor canción original por "Que no, que no", de la película "La boda de Rosa" de Iciar Bollaín. Premio compartido con la Sonora Santanera.[28]
- 2021: Premio Nacional de las Músicas Actuales 2021 otorgado anualmente por el Ministerio de Cultura y Deporte.[1]
- 2022: Premio Estatal de Trabajo Social en la categoría de Comunicación, en su X edición.[29][30]
- 2022: Premio El Club de las 25 de la Asociación feminista El Club de las 25 en su XXV edición, coincidente con el 25 aniversario de su constitución.[31]

- 2022: Premio infoLibre, en segunda edición, en el apartado Premio a la Igualdad.[32]
- 2023: Premio Lola González Ruiz que le fue entregado por el ministro de Política Territorial y Memoria Democrática, Ángel Víctor Torres, en el marco de la presentación del VII Festival de Cine por la Memoria Democrática.[33]
- 2025: Artista del año, en los Premios de la Academia de la Música de España 2025.[34]

## Colaboraciones
A lo largo de su carrera, Rozalén ha colaborado con numerosos artistas como:
- Carlos Sadness (Una luz en la ciudad), para la serie Mercado Central emitida en TVE.
- Ciudad Jara proyecto musical de Pablo Sánchez Pardines, con la canción (Las Nanas De Jara)
- Con el dúo Fetén Fetén formado por Diego Galaz y Jorge Arribas (Ni Tú Ni Yo, dentro del disco Cantables)
- ToteKing (Gente Tóxica, del disco Lebron)
- El Kanka (Me arrepiento, del disco Quién me ha visto y quién me ve) (Volar, del disco El día de la suerte de Juan Gómez) ("Para Quedarte", del disco "Cerrando puntos suspensivos")
- Rayden y Nach (Tres otoños, del disco En alma y hueso)
- Funambulista (Eres aire, del disco Dual)
- Marwan (Las cosas que no pude responder, del disco Las cosas que no pude responder),
- Luis Ramiro, Nacho González, Luis Eduardo Aute (Belleza, del disco Quién me ha visto y quién me ve),
- Celtas Cortos (Hora de aventuras, del disco Contratiempos),
- Pedro Guerra (Sirva de Precedente, con Paco Cifuentes, del disco 14 de Ciento Volando de 14),
- Juan Perro, Quique González, Miguel Bosé, Víctor Manuel (Luna, en el concierto 50 años no son nada),
- Juanito Valderrama (Más de 80 veces),
- Fredi Leis (Un sábado más) (Estrellas fugaces)
- Antílopez (Musa en paro busca poeta, del disco Desprendimiento de rutina)
- Balta Cano (Colaboraciones en distintos temas de sus discos Analogía Punta y En la cuesta de la ola, en este último, haciendo dúo en el Romance de la luna, poema de García Lorca.
- La Pulquería, Malú (Ni un segundo, en el concierto de Madrid TourCaos)
- Vanesa Martín (Noches de boda)
- Bebe (Siempre me quedará, en el concierto de Circo Price en Madrid) (Buscome, en el concierto de La Sala La Riviera)
- Abel Pintos (Asuntos pendientes, del disco de Quién me ha visto y quién me ve)
- Las Migas (La noche)
- Kevin Johansen (Desde que te perdí) (Antes de verte)
- Rayden (Tres otoños, del disco En alma y hueso)
- Pedro Pastor (Prometí volver, del disco de La vida plena),
- Mr. Kilombo (Sinmigo)
- Muerdo (Lejos de la ciudad, del disco Viento sur)
- Estopa (Vivir)
- Ismael Serrano (Si se callase el ruido, del disco 20 Años - Hoy Es Siempre)
- Shinova (Volver)
- Amaia (Al cantar)
- Alfre Camarote (Brujas)
- Boikot (Alma Guerrera)
- Mon Laferte (Amiga)
- Reincidentes (¡Ay Dolores!)
- Olatz Salvador (Ahots Hari)
- Omara Portuondo (Horizontes de Niebla)
- Carlos Cano (Maria la portuguesa del disco " Viva Carlos Cano")
- Javier Ibarra (Kase O.) (Mazas y Catapultas (Remix))
- El Chojin (No es egoísmo)
- Zea Mays (Ez naiz ni)
- Fernando Velázquez (Todo lo que amaste)

Además, la cantante también ha realizado diversos trabajos con los poetas David Sarrión y Ricardo Pérez.

## Libro
- Cerrando puntos suspensivos (2018)